# Герцоги Пармские
Герцоги Пармские — правители герцогства Пармского — маленького итальянское государства в 1545—1802 и 1814—1860 годах.

Герб герцогов Пармы и Пьяченцы.

Герцог Пармский был также герцогом Пьяченцским, за исключением первых лет правления Оттавио Фарнезе (1549—1556), а также во времена наполеоновских войн, когда эти два титула были учреждены, как отдельные, носимые двумя различными людьми. Герцог Пармский также обычно имел титул герцога Гуасталлы с 1735 года (когда император Священной Римской империи Карл VI забрал этот титул у Мантуанского герцога) по 1847 года (когда территории были уступлены Модене), опять, за исключением наполеоновских герцогов, когда сестра Наполеона, Полина Бонапарт была герцогиней Гуасталлы.
Титул герцога Пармского, Пьяченцского и Гуасталльского в настоящее время принадлежит членам семьи Пармских Бурбонов, которые также имеют претензии на испанский трон. Поэтому герцог Пармский является законным (хотя не главным) претендентом на королевский трон Испании; действительно, прошлый титулярный герцог Пармский, Карлос-Уго, был одним из карлистских претендентов на испанский трон с 1975 года.

## Правящие герцоги Пармские (1545—1802)
| Портрет                                                             | Имя           | Годы жизни                             | Начало правления                 | Конец правления              | Примечание |
| ------------------------------------------------------------------- | ------------- | -------------------------------------- | -------------------------------- | ---------------------------- | --- |
| Фарнезе (1545—1731)                                                 |               |                                        |                                  |                              | |
|                                                                     | Пьер Луиджи   | 19 ноября 1503 — 10 сентября 1547      | 19 августа 1545                  | 10 сентября 1547             | Сын папы римского Павла III, герцог Кастро в 1537—1545 годах, маркиз Новары в 1538—1545 годах, герцог Пармы и Пьяченцы с 1545 года. |
|                                                                     | Оттавио       | 9 октября 1524 — 18 сентября 1586      | 16 сентября 1547 25 февраля 1549 | январь 1548 18 сентября 1586 | Сын Пьера Луиджи, герцог Камерино в 1540—1545 годах, герцог Кастро и Рончильоне в 1545—1547 годах, герцог Пармы с 1547—1548 и 1550—1586 годах, герцог Пьяченцы с 1556 года. |
|                                                                     | Алессандро    | 27 августа 1545 — 2 декабря 1592       | 18 сентября 1586                 | 2 декабря 1592               | Сын Оттавио, штатгальтер Нидерландов с 1578 года, герцог Пармы и Пьяченцы и Кастро с 1586 года (в качестве регента его владениями управлял сын Рануччо I). |
|                                                                     | Рануччо I     | 28 марта 1569 — 5 марта 1622           | 2 декабря 1592                   | 5 марта 1622                 | Сын Алессандро, регент Пармы и Пьяченцы в 1586—1592 годах, герцог Пармы и Пьяченцы с 1592 года. |
|                                                                     | Одоардо       | 28 апреля 1612 — 10 сентября 1646      | 5 марта 1622                     | 10 сентября 1646             | Сын Рануччо I, герцог Пармы и Пьяченцы с 1622 года (самостоятельно с 24 августа 1629 года). Первоначально в качестве регента управляли сначала дядя, кардинал Одоардо Фарнезе, а затем вдовствующая герцогиня Маргарита Альдобрандини. |
|                                                                     | Рануччо II    | 17 сентября 1630 — 11 декабря 1694     | 10 сентября 1646                 | 11 декабря 1694              | Сын Одоардо, герцог Пармы и Пьяченцы с 1646 года (самостоятельно с 1648 года). Первоначально в качестве регентов управляли дядя, кардинал Франческо Мария Фарнезе (умер 12 июля 1647), и мать, Маргарита Медичи. |
|                                                                     | Франческо     | 19 мая 1678 — 26 февраля 1727          | 11 декабря 1694                  | 26 февраля 1727              | Сын Рануччо II, герцог Пармы и Пьяченцы с 1694 года. |
|                                                                     | Антонио       | 26 ноября 1679 — 20 января 1731        | 26 февраля 1727                  | 20 января 1731               | Сын Рануччо II, герцог Пармы и Пьяченцы с 1727 года. |
| Испанские Бурбоны (1731—1735)                                       |               |                                        |                                  |                              | |
|                                                                     | Карло I       | 20 января 1716 — 14 декабря 1788       | февраль 1731                     | октябрь 1735                 | Старший из сыновей короля Испании Филиппа V, родившегося во втором браке с Елизаветой Фарнезе), внучке герцога Рануччо II. герцог Пармы и Пьяченцы в 1731—1735 годах, король Неаполя (под именем «Карл VI») в 1734—1759 годах, король Сицилии (под именем «Карл IV») в 1735—1759 годах, король Испании (под именем «Карл III») с 1759 года. После смерти 20 января 1731 года последнего представителя династии Фарнезе предъявил права согласно Гаагскому договору 1720 года на Парму и Пьяченцу и приказал своим войскам захватить их. В качестве регента ими управляла его бабушка — вдовствующая герцогиня Пармы и Пьяченцы Доротея София Нейбургская. Затем завоевал Неаполь (в 1734 году) и Сицилию (в 1735 году) и 3 июля 1735 года короновался в Палермо как король Неаполя и Сицилии. Это завоевание было признано Венским договором 1738 года, однако он в 1736 году был вынужден отказаться от Пармы и Пьяченцы, оккупированными австрийскими войсками, в пользу императора Карла VI. |
| Под управлением правителей Австрии (династия Габсбургов (1735—1748) |               |                                        |                                  |                              | |
|                                                                     | Карл VI       | 1 октября 1685, Вена — 20 октября 1740 | 1735                             | 20 октября 1740              | Император Священной Римской империи с 1745 года. Получил Парму и Пьяченцу по итогам Венского договора 1738 года. |
|                                                                     | Мария Терезия | 13 мая 1717 — 29 ноября 1780           | 20 октября 1740                  | 18 октября 1748              | Дочь императора Карла VI, императрица Священной Римской империи с 1745 года |
| Пармские Бурбоны (1748—1803)                                        |               |                                        |                                  |                              | |
|                                                                     | Филипп I      | 15 марта 1720 — 18 июля 1765           | сентябрь 1745 18 октября 1748    | апрель 1746 18 июля 1765     | Второй сын короля Испании Филиппа V от второго брака с Елизаветой Фарнезе, родоначальник династии Пармских Бурбонов, герцог Пармы, Пьяченцы и Гвасталлы с 1748 года. В апреле 1745 года испанская армия оккупировала Парму и Пьяченцу, поставив герцогом Филиппа I. В апреле 1746 имперские войска отобрали оба владения, но по итогам договора, заключённого в Экс-Ла-Шапель 18 октября 1748 года Филипп признавался герцогом Пармы, Пьяченцы и Гвасталлы. |
|                                                                     | Фердинандо I  | 20 января 1751 — 9 октября 1802        | 18 июля 1765                     | 21 марта 1801                | Сын Филиппа I, герцог Пармы и Пьяченцы в 1765—1802 годах. В мае 1796 года Парма и Пьяченца были оккупированы Наполеоном I, после чего власть Фердинанда стала номинальной. По Аранхуэсскому договору 21 марта 1801 года он был лишён всех владений. |

## Титулярные герцоги Пармские (1808—1814)
В 1808 году Парма и Пьяченца были присоединены к Франции как департамент Таро. Однако титулы герцогов Пармы и Пьяченцы были предоставлены Наполеоном I своим приближённым.
| Портрет | Имя                        | Годы жизни                    | Начало правления | Конец правления | Примечание |
| ------- | -------------------------- | ----------------------------- | ---------------- | --------------- | --- |
|         | Жан Жак Режи де Камбасерес | 8 октября 1753 – 8 марта 1824 | 24 марта 1808    | 11 апреля 1814  | Второй консул в 1799—1804 годах, архиханцлер Наполеона I в 1804—1814 годах, его главный советник по всем юридическим вопросам, герцог Пармы в 1808—1814 годах. В 1814 году отказался от титула                                                |
|         | Шарль-Франсуа Лебрен       | 19 марта 1739 — 16 июня 1824  | 24 марта 1808    | 11 апреля 1814  | Третий консул в 1799—1804 годах, главный казначей Наполеона I в 1804—1814 годах, губернатор Лигурии в 1805—1814 герцог Пьяченцы в 1808—1814 годах, генерал-губернатор Голландии в 1811—1813 годах, пэр Франции в 1814—1815 и 1819—1824 годах. |

## Правящие герцоги Пармские (1814—1860)
По результатам Венского конгресса герцогство Парма и Пьяченца было пожизненно передано Марии Луизе Австрийской, жене Наполеона I. После её смерти герцогство вернулось к Бурбонам.
| Портрет                      | Имя                      | Годы жизни                        | Начало правления | Конец правления | Примечание |
| ---------------------------- | ------------------------ | --------------------------------- | ---------------- | --------------- | --- |
| Габсбурги (1814—1847)        |                          |                                   |                  |                 | |
|                              | Мария-Луиза Австрийская' | 12 декабря 1791 — 17 декабря 1847 | 11 апреля 1814   | 17 декабря 1847 | Жена Наполеона I, герцогиня Пармы, Пьяченцы и Гвасталлы с 1814 года. По решению [[Венского конгресса\|Венского конгресса]] ей пожизненно были переданы Парма, Пьяченца и Гвасталла с полным суверенитетом. |
| Пармские Бурбоны (1847—1860) |                          |                                   |                  |                 | |
|                              | Карло II                 | 22 декабря 1799 — 16 апреля 1883  | 17 декабря 1847  | 14 марта 1849   | Внук герцога Фердинанда I, сын Людовика де Бурбон-Пармского, короля Этрурии. Король Этрурии в 1803—1807 годах, герцог Лукки (под именем Карло Лодовико) в 1824—1847, герцог Пармы и Пьяченцы в 1847—1848 годах. После смерти отца унаследовал титул короля Этрурии (под регентством матери), но в 1807 году Наполеон I отнял у него титул и поместил в заключение во Франции, где он оставался до падения империи. В 1817 году его матери было предоставлено герцогство Лукка в качестве компенсации за лишение Пармы и Пьяченцы, после смерти которой он сам стал правителем герцогства. 4 октября 1847 году Карл подписал акт о передачи Лукки Тоскане. В том же году 17 декабря умерла графиня Пармы, Пьченцы и Гвасталлы Мария Луиза, после чего эти владения перешли к Карлу, но 14 марта 1849 года он отрёкся от власти в пользу сына. После этого он проживал во Франции. |
|                              | Карло III                | 14 января 1823 — 27 марта 1854    | 14 марта 1849    | 27 марта 1854   | Сын Карла II, герцог Пармы и Пьяченцы с 1849 года. При крещении получил имя Фердинандо Карло. После отречения отца в 1849 году стал под именем «Карло III» герцогом Пармы и Пьяченцы. В 1854 году он был убит. |
|                              | Роберто I                | 9 июля 1848 — 16 ноября 1907      | 27 марта 1854    | 9 июня 1859     | Сын Карла III, последний герцог Пармы и Пьяченцы в 1854—1859 годах под регенством матери, Луизы де Бурбон-Беррийской. В 1859 году был свергнут. |

В марте 1860 года герцогство Парма и Пьяченца было включено в состав Сардинского королевства, а в 1861 году вместе с ним вошло в состав Итальянского королевства.

## Титулярные герцоги Пармские
Далее перечислены главы дома пармских Бурбонов, претендентов на титулы герцога Пармы и Пьяченцы.
| Портрет                       | Имя        | Годы жизни                      | Стал главой дома | Прекратил быть главой дома | Примечание                                                          |
| ----------------------------- | ---------- | ------------------------------- | ---------------- | -------------------------- | ------------------------------------------------------------------- |
| Пармские Бурбоны (1860—н. в.) |            |                                 |                  |                            |                                                                     |
|                               | Роберто I  | 9 июля 1848 — 16 ноября 1907    | 9 июня 1860      | 16 ноября 1907             | Сын Карла III, титулярный герцог Пармы и Пьяченцы в 1860—1907 годах |
|                               | Энрико I   | 13 июня 1873 — 10 мая 1939      | 16 ноября 1907   | 10 мая 1939                | Сын Роберта I, титулярный герцог Пармы и Пьяченцы.                  |
|                               | Джузеппе I | 30 июня 1875 — 7 января 1950    | 10 мая 1939      | 7 января 1950              | Сын Роберта I, титулярный герцог Пармы и Пьяченцы с 1939 года.      |
|                               | Элиас      | 23 июля 1880 — 27 июня 1959     | 7 января 1950    | 27 июня 1959               | Сын Роберта I, титулярный герцог Пармы и Пьяченцы с 1950 года.      |
|                               | Роберто II | 7 августа 1909 — 25 ноября 1974 | 27 июня 1959     | 25 ноября 1974             | Сын Элиаса, титулярный герцог Пармы и Пьяченцы с 1959 года          |
|                               | Хавьер     | 25 мая 1889 — 7 мая 1977        | 25 ноября 1974   | 7 мая 1977                 | Сын Роберта I, титулярный герцог Пармы и Пьяченцы с 1974 года       |
|                               | Карлос Уго | 8 апреля 1930 — 19 августа 2010 | 7 мая 1977       | 19 августа 2010            | Сын Хавьера, титулярный герцог Пармы и Пьяченцы с 1977 года         |
|                               | Карлос     | родился 27 января 1970          | 19 августа 2010  | н. в.                      | Сын Карлоса Уго, титулярный герцог Пармы и Пьяченцы с 2010 года.    |